# Барайта Самуила
«Барайта Самуила» (ивр. נרײתא דשמואל‎) — древнееврейский сборник на астрономические и астрологические темы, созданный до X века, когда его цитировал Саббатай Донноло. Средневековые учёные считали автором барайты аморая Мар-Самуила (жил ок. 165—257) который был, по свидетельству Талмуда, великим астрономом; отсюда название «Барайта [сборник] Самуила».
Из содержания барайты возникла каббалистическая космография, впервые представленная в «Книге ангела Разиэля», а позже и в других сочинениях под влиянием последней.

## Содержание
Состоит из девяти глав:
- в 1-й главе говорится о форме неба, об Орионе, о Плеядах, о Драконе, о планетах и их свете;
- во 2-й и 3-й главах рассказывается о движениях Луны и знаках Зодиака; даются указания для выверки стрелки солнечных часов;
- в 4-й главе определяется природа времён года и планет;
- в 5-й говорится об орбитах планет, а также даются указания для исчисления «молада[англ.]» (моледа; новолуния[2]) и «текуфы[англ.]» (4 текуфот = 4 времени года[2]);
- в 6-й сообщаются учения древнеегипетских мудрецов о первоначальном положении планет и составе Зодиака;
- в 7-й главе отмечаются расстояния планет от Земли; Луна рассматривается, как наиболее близкая, Сатурн — как самая отдалённая планета;
- 8-я глава также посвящена расстоянию планет от Земли;
- в 9-й обсуждается вопрос о влиянии небесных тел на земные дела и признается, что «планеты сами по себе не могут причинять ни добра, ни зла, если не будет на то соизволения Божья».

Существует несомненное родство между двумя астрономическими главами «Пирке де-рабби Элиезер» (VI и VII) и «Барайтой Самуила».

## Авторство и время создания
В изданиях барайты автором указывался Самуил га-Катан (танна второго поколения; жил в первой половине II века), о котором Талмуд (Санг., 11a) сообщает, что он обладал познаниями в «Иббуре» (високосном годе). Однако содержание и язык барайты противоречат предположению, что это произведение танная или аморая.
В главе V барайты упоминается, что 4536 год еврейского календаря (776 год) — в астрономическом отношении, за исключением одного только незначительного различия, — вполне походит на год миросотворения. Начиная с этого года, время движения Солнца и Луны, порядок чередования високосных годов и времён года повторяются, так что с этого года можно снова начать летосчисление. Поэтому авторы ЕЭБЕ заключили, что барайта не могла быть написана ранее 776 года.